# Monarch Airlines
Monarch Airlines — колишня авіакомпанія Великої Британії, що базується в аеропорту Лутон. Monarch є однією з найстаріших авіакомпаній Великої Британії, в основному здійснює рейси до країн Середземномор'я. В авіакомпанії працюють близько 3000 співробітників. За 2015 рік авіакомпанія перевезла 5,7 млн. пасажирів, що на 19% менше ніж у 2014 році. Компанія має право перевозити пасажирів, вантажі і пошту на літаках з 20 або більше місць.
2 жовтня 2017 року авіакомпанія оголосила про своє банкрутство. В останні роки авіаперевізник намагався вижити в умовах загострення конкуренції на ринку авіаперевезень.

## Історія
Monarch Airlines заснована в 1967 році двома англійськими бізнесменами за фінансової підтримки двох великих швейцарських бізнес-династій Мантегацца і Албек. Першими літаками авіакомпанії були Bristol Britannia 175 і Boeing 720. У 1980 році були відкриті філії в аеропортах Великої Британії та Німеччини. У 1990 році були придбані перші літаки Airbus. У 2003 році авіакомпанія перекваліфікувалася в лоукостер.

## Флот

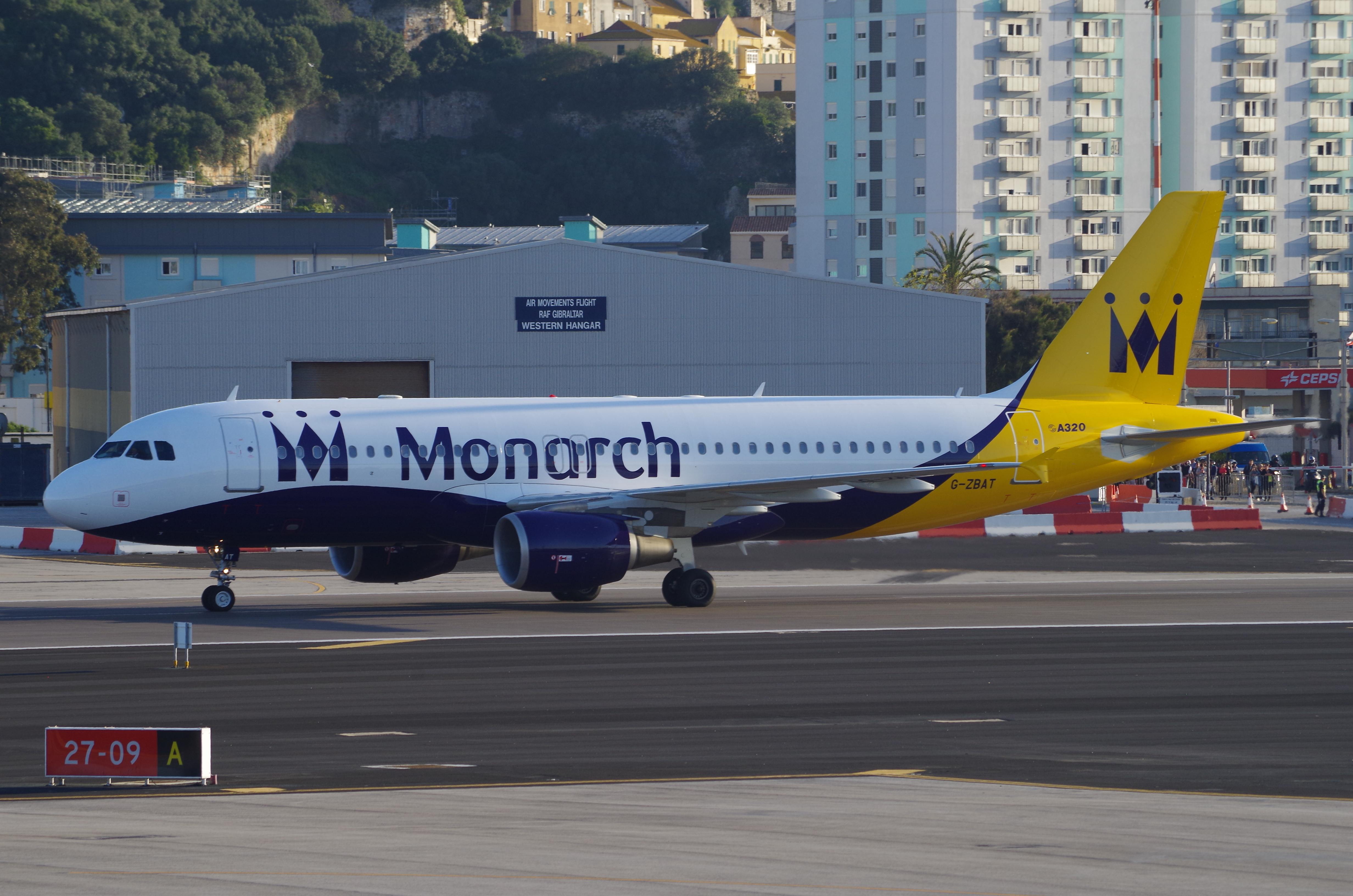
Monarch Airbus A320-200

Станом на листопад 2016 року, авіакомпанія володіє такими літаками: